# Новожёнов, Лев Юрьевич
Лев Ю́рьевич Новожёнов (род. 24 октября 1946, Москва, СССР) — советский и российский журналист, телеведущий, телережиссёр, писатель, редактор, сценарист, сатирик и инженер. Наиболее известен как автор телепрограмм «Времечко», «Сегоднячко» и «Наши со Львом Новожёновым». Член Общественного совета Российского еврейского конгресса.

## Биография
Родился в Москве в еврейской семье.
Первый год отучился на историческом факультете МГПИ им. Ленина, после чего был отчислен за академическую неуспеваемость (с возможностью восстановления после года трудового стажа) и по комсомольской путёвке отправился на строительстве Ачинского глинозёмного комбината. Там он отработал только полгода (плотником-бетонщиком и выставляльщиком на кирпичном заводе). Спустя два года после возвращения заново поступил на редакторское отделение полиграфического института (МПИ, ныне МГУП), который окончил в 1974 году.
Свою журналистскую карьеру начал в газете «Вечерняя Москва» (1965—1967).
С начала 1970-х годов начал писать короткие, в основном, юмористические рассказы. Печатался в «Литературной газете», «Литературной России», журнале «Юность», «Московском воднике».
Работал инженером в бюро по охране и реставрации памятников Подмосковья.
Был заместителем главного редактора газеты «Московский комсомолец».
Александр Перов вспоминал:

Что такое был «МК» в 80-е годы? Все знают, что тогда в журналистике было две кузницы кадров — «Московский комсомолец» и «Комсомольская правда». «МК» тех лет — это прежде всего люди. Удивительный Саша Аронов… Талантливейший и отчаянный Женя Додолев. Потрясающий ироничный Лёва Новожёнов… Вообще в «Комсомольце» тех лет работали удивительные люди, высочайшего класса профессионалы, и в их среде я начал по-настоящему заниматься журналистикой.

С 1980 года выпускал полосу «Сатира энд юмор» в газете «Московский комсомолец». Под эгидой этого клуба сатириков начали свою творческую деятельность Александр Кабаков, Игорь Иртеньев, Борис Гуреев, Виктор Шендерович, Дмитрий Дибров.
Автор эстрадных произведений, в частности, двух спектаклей — «Верните наши денежки, или Ефим Шифрин играет Шостаковича» и «Соло для кровати со скрипом».
Автор статей о современном театре. Статья Л. Новожёнова в «Российской газете» — «Хорошо сидим, или Наш ответ Гамлету» о спектакле по пьесе авангардного драматурга Михаила Волохова «И в Париж» вызвала большой резонанс не только в театральной среде
С 1993 года начинает работать на телевидении, куда его позвал бывший коллега по «МК» Дмитрий Дибров. С мая 1993 года работал главным режиссёром IV канала. Был сценаристом программы «Под знаком зодиака», автором и ведущим телепрограммы «Иванов, Петров, Сидоров» (ОРТ, РТР). Совмещал посты руководителя программы «Времечко», вице-президента телекомпании «Авторское телевидение» (с 1994 года) и руководителя информационной службы, заместителя директора «Новой студии» (с 1995 года). Покинул АТВ в июле 1997 года после личных и творческих разногласий с Анатолием Малкиным.
В сентябре 1997 года по приглашению Леонида Парфёнова и Олега Добродеева стал штатным сотрудником телекомпании НТВ, ведущий и руководитель программы «Сегоднячко». В разное время вёл телепередачи «Старый телевизор» (1997—1998, 1999—2001), «Спросите у Лившица…» (1998—1999), «Тушите свет!» (2000—2001), «Большой секрет для маленькой компании» (2001), «Пять минут с Новожёновым» (2001—2003), «Утро на НТВ» (2002), «Страна советов» (2003), «Вопрос, ещё вопрос» (2005).
В апреле 2001 года, в свете развития событий вокруг «дела НТВ», Новожёнов ненадолго покинул телеканал вместе со своими передачами и основным составом сотрудников, но, после некоторых раздумий, в мае того же года продолжил работу на НТВ.
С 9 мая 2002 по 22 марта 2015 года вёл передачу «Наши со Львом Новожёновым» на канале «НТВ Мир». Несмотря на то, что последняя постоянная программа с ним на основном канале была закрыта в январе 2006 года, до 2015 года Новожёнов фактически продолжал числиться в штате НТВ в должности художественного руководителя и ведущего программ.
В 2001 году вышел том Льва Новожёнова в «Антологии сатиры и юмора России в XX веке» (издательство «Эксмо»).
В декабре 2007 года вместе с Дмитрием Дибровым основал портал www.Top4top.ru. Осенью 2008 года ушёл с поста главного редактора портала. Главный редактор Zadelo.tv, созданного коллективом редакции Top4top, после ухода с портала.
В конце 2000-х годов работал на социальном канале правительства города Москвы «Доверие», вёл телепрограммы «Вектор доверия» и «Утро».
С 2009 года — преподаватель Московского института телевидения и радиовещания «Останкино».
C 2010 года — ведущий шоу «Брюзга» на телеканале «Комсомольская правда». 15 апреля 2013 года появился в эфире «Первого канала», где в рамках программы «Вечерний Ургант» представил рубрику «На гребне волны со Львом Новожёновым», в которой рассказывал «об открытии сёрфинга, кровожадных акулах и подольских досках для покорителей волн».
В 2015—2016 годах работал на телеканале «ТВ-3»: в программе «X-Версии. Другие новости» вёл рубрику «Тайны жизни со Львом Новожёновым».
В 2018 году — автор и ведущий рубрики «Философическая минутка со Львом Новожёновым» на канале RTVI.
В январе 2019 года Новожёнов репатриировался в Израиль и поселился в городе Нагария. При этом, согласно интервью, он намеревается наезжать в Россию.
С 12 августа по 27 декабря 2019 года — ведущий программы «Вечер» на телеканале «Москва 24» (совместно с Ксенией Чепенко или Полиной Соловьёвой).
1 марта 2022 года подписал опубликованное в «Литературной газете» «Обращение писателей России» в поддержку российского вторжения на Украину.

## Семья
Родовая фамилия деда (грузчика из Моршанска) — Новзен, позднее была русифицирована в Новожёнов.
- Отец — Юрий Михайлович Новожёнов (1927— …), окончил Литературный институт им. Горького.
- Мать — Анна Григорьевна (1928 — …) — художник-график[4].
- Брат — Михаил (р. 1958), фармацевт.
- Сын — Игорь (р.1974) (от второго брака), проживает в США[60].
- Дочь — Александра (1982—2019) (от четвертого брака) — искусствовед, публиковалась в изданиях «АртХроника», «Ведомости», «Художественный журнал», Colta.ru[61] и в журнале «Искусство кино». Соавтор (с Глебом Напреенко) книги «Эпизоды модернизма. От истоков до кризиса».
  - Внучка — Ида.

## Награды и премии
- «Золотой телёнок» (1976) («Литературная Газета», «Клуба 12 стульев»).
- «Гонг» (1997).
- «Золотой Остап» (1997).